# Nicole Uphoff
Nicole Uphoff (Duisburg, Alemanya Occidental, 25 de gener de 1967) és una genet alemanya, ja retirada, guanyadora de quatre medalles olímpiques d'or. Es casà el 1996 amb el genet i medallista olímpic Otto Becker, passant-se a anomenar-se Nicole Uphoff-Becker. Divorciada de Becker es casà novament el 2007 amb Andreas Selke, passant-se a anomenar Nicole Uphoff-Selke.
Especialista en doma clàssica va participar, als 21 anys, als Jocs Olímpics d'Estiu de 1988 celebrats a Seül (Corea del Sud) on, en representació de l'Alemanya Occidental (RFA), aconseguí guanyar la medalla d'or en les proves individual i per equips amb el cavall Rembrandt. Aquest èxit el repetí en els Jocs Olímpics d'Estiu de 1992 celebrats a Barcelona (Catalunya), en aquesta ocasió en representació d'Alemanya. En els Jocs Olímpics d'Estiu de 1996 realitzats a Atlanta (Estats Units) únicament participà en la prova individual, finalitzant en catorzena posició.
Al llarg de la seva carrera ha guanyat cinc medalles en el Campionat del Món de doma clàssica, tres d'elles d'or, així com sis medalles en el Campionat d'Europa de l'especialitat.